# Associazione Calcio Monza 1967-1968
Questa pagina raccoglie le informazioni riguardanti l'Associazione Calcio Monza nelle competizioni ufficiali della stagione 1967-1968.

## Stagione
Dopo la promozione della stagione scorsa la squadra brianzola conferma Luigi Radice sulla panchina.
Dal Varese arriva il centravanti cesanese Aldo Strada che con 14 reti risulta il miglior realizzatore biancorosso.
Discreto e regolare il cammino del Monza che ottiene 21 punti sia nel girone di andata che nel ritorno, sempre qualche punto sotto la zona promozione, ma in una posizione più che tranquilla. L'attacco del Monza con 49 reti messe a segno è risultato il secondo di Serie B, dietro solo al Bari, ma le 45 reti subite non hanno permesso alla squadra di fare il salto di qualità.
In Coppa Italia il Monza supera nella prima fase del primo turno il Novara, ma poi viene eliminato nella successiva qualificazione dal Livorno.

## Rosa
| N. |                   | Ruolo | Calciatore           |
| -- | ----------------- | ----- | -------------------- |
|    | Italia (bandiera) | A     | Arturo Ballabio      |
|    | Italia (bandiera) | C     | Giancarlo Beltrami   |
|    | Italia (bandiera) | C     | Roberto Caremi       |
|    | Italia (bandiera) | P     | Luciano Castellini   |
|    | Italia (bandiera) | P     | Santino Ciceri       |
|    | Italia (bandiera) | A     | Claudio Costanzo     |
|    | Italia (bandiera) | C     | Francesco Curatoli   |
|    | Italia (bandiera) | D     | Giampiero D'Angiulli |
|    | Italia (bandiera) | A     | Franco Donadelli     |
|    | Italia (bandiera) | C     | Giuseppe Ferrero     |
|    | Italia (bandiera) | C     | Dino Fogar           |
|    | Italia (bandiera) | D     | Franco Fontana       |

| N. |                   | Ruolo | Calciatore               |
| -- | ----------------- | ----- | ------------------------ |
|    | Italia (bandiera) | A     | Ferdinando Galli         |
|    | Italia (bandiera) | D     | Bruno Giovannini         |
|    | Italia (bandiera) | D     | Gian Battista Magaraggia |
|    | Italia (bandiera) | C     | Gianluigi Maggioni       |
|    | Italia (bandiera) | D     | Luigi Maldera            |
|    | Italia (bandiera) | C     | Mario Perego             |
|    | Italia (bandiera) | C     | Enrico Prato             |
|    | Italia (bandiera) | D     | Riccardo Riccardi        |
|    | Italia (bandiera) | A     | Claudio Sala             |
|    | Italia (bandiera) | A     | Aldo Strada              |
|    | Italia (bandiera) | A     | Guido Vivarelli          |

## Campionato

### Girone di andata
| Verona 10 settembre 1967 1ª giornata | Verona            | 0 – 0 referto | Monza | Stadio Marcantonio Bentegodi\| Arbitro: \| Pontini (Ferrara) \| |
| Arbitro:                             | Pontini (Ferrara) |               |       |                                                                 |

| Arbitro: | Barbaresco (Cormons) |

|         |           |               |
| Sala 3’ | Marcatori | 66’ Governato |

| Arbitro: | D'Agostini (Roma) |

|             |           |            |
| Damiano 17’ | Marcatori | 67’ Perego |

| Arbitro: | Marchiori (Padova) |

|                     |           |                          |
| Claudio Costanzo 3’ | Marcatori | 62’ Dugini 67’ Turchetto |

| Arbitro: | Possagno (Treviso) |

|          |           |              |
| Sala 58’ | Marcatori | 52’ Milanesi |

| 15 ottobre 1967 6ª giornata |  | – |  |  |

| Arbitro: | Caligaris (Alessandria) |

|  |           |                |
|  | Marcatori | 16’ D'Angiulli |

| Arbitro: | Serafino (Roma) |

|           |           |  |
| Villa 54’ | Marcatori |  |

| Arbitro: | Caligaris (Alessandria) |

|               |           |             |
| Vivarelli 70’ | Marcatori | 46’ Ferrari |

| Monza 12 novembre 1967 10ª giornata | Monza            | 0 – 0 referto | Palermo | Stadio Gino Alfonso Sada\| Arbitro: \| Piantoni (Terni) \| |
| Arbitro:                            | Piantoni (Terni) |               |         |                                                            |

| Arbitro: | Sbardella (Roma) |

|                                  |           |                     |
| Nardoni 10’ (rig.) Gualtieri 65’ | Marcatori | 21’ Sala 87’ Strada |

| Arbitro: | Bigi (Padova) |

|  |           |             |
|  | Marcatori | 36’ Fanello |

| Arbitro: | Toselli (Cormons) |

|                     |           |  |
| Pellizzaro 25’, 65’ | Marcatori |  |

| Arbitro: | Marengo (Chiavari) |

|                      |           |               |
| Pagani 6’ Ciardi 77’ | Marcatori | 50’, 68’ Sala |

| Arbitro: | Palazzo (Palermo) |

|                     |           |  |
| Sala 46’ Strada 70’ | Marcatori |  |

| Arbitro: | Michelotti (Parma) |

|           |           |             |
| Strada 4’ | Marcatori | 26’ Mujesan |

| Arbitro: | Picasso (Chiavari) |

|                            |           |                          |
| Manservisi 38’ Piaceri 83’ | Marcatori | 19’ Strada 36’ Vivarelli |

| Arbitro: | Canova (Bologna) |

|                         |           |  |
| Maldera 31’ Ferrero 87’ | Marcatori |  |

| Catania 14 gennaio 1968 19ª giornata | Catania         | 0 – 0 | Monza | Stadio Cibali\| Arbitro: \| Giunti (Arezzo) \| |
| Arbitro:                             | Giunti (Arezzo) |       |       |                                                |

| Arbitro: | Marengo (Chiavari) |

|               |           |  |
| Vivarelli 80’ | Marcatori |  |

| Arbitro: | Gussoni (Tradate) |

|                             |           |                                    |
| Del Barba 10’ Azzimonti 84’ | Marcatori | 68’ Ferrero 73’, 81’ (rig.) Strada |

### Girone di ritorno
| Arbitro: | Di Tonno (Lecce) |

|             |           |  |
| Ferrero 79’ | Marcatori |  |

| Arbitro: | Canova (Bologna) |

|                                  |           |  |
| Governato 45’ Fava 47’ Dolso 65’ | Marcatori |  |

| Arbitro: | Giola (Pisa) |

|           |           |             |
| Strada 5’ | Marcatori | 70’ Camozzi |

| Arbitro: | Vitullo (Roma) |

|            |           |            |
| Dugini 25’ | Marcatori | 77’ Strada |

| Arbitro: | Levrero (Genova) |

|                    |           |          |
| Sartore 78’ (rig.) | Marcatori | 18’ Sala |

| 10 marzo 1968 27ª giornata |  | – |  |  |

| Arbitro: | Lattanzi (Roma) |

|                   |           |                |
| Strada 36’ (rig.) | Marcatori | 77’ Traspedini |

| Arbitro: | Barbaresco (Cormons) |

|                    |           |  |
| Strada 8’ Sala 40’ | Marcatori |  |

| Arbitro: | Trinchieri (Reggio Emilia) |

|                           |           |  |
| Locatelli 45’ Ferrari 47’ | Marcatori |  |

| Arbitro: | Panzino (Catanzaro) |

|                               |           |                                  |
| Perucconi 7’, 39’ Lancini 79’ | Marcatori | 1’ Giovannini 16’ Sala 62’ Prato |

| Arbitro: | Gonella (Torino) |

|          |           |  |
| Sala 18’ | Marcatori |  |

| Arbitro: | Trono (Torino) |

|                                |           |  |
| Mazzanti 54’ Crippa 62’ (rig.) | Marcatori |  |

| Arbitro: | Giola (Pisa) |

|             |           |  |
| Maldera 78’ | Marcatori |  |

| Arbitro: | Marengo (Chiavari) |

|                                               |           |             |
| Vivarelli 5’ Ferrero 18’ Perego 36’ Prato 90’ | Marcatori | 9’ Colautti |

| Arbitro: | Giunti (Arezzo) |

|               |           |  |
| Fraschini 48’ | Marcatori |  |

| Arbitro: | Vitullo (Roma) |

|                                      |           |                              |
| Cicogna 2’ Galletti 14’ De Nardi 82’ | Marcatori | 48’ (aut.) Vasini 84’ Perego |

| Arbitro: | De Robbio (Torre Annunziata) |

|                       |           |          |
| Sala 1’ Vivarelli 71’ | Marcatori | 80’ Joan |

| Venezia 2 giugno 1968 39ª giornata | Venezia  | 0 – 0 | Monza | Stadio Pierluigi Penzo\| Arbitro: \| Di Tonno \| |
| Arbitro:                           | Di Tonno |       |       |                                                  |

| Arbitro: | Menegali (Roma) |

|                          |           |  |
| Strada 3’, 80’ Prato 19’ | Marcatori |  |

| Arbitro: | D'Amico (Loreto) |

|                                             |           |                                      |
| Tacelli 1’ Vanzini 71’ Sbano 77’ Toschi 80’ | Marcatori | 4’ Prato 63’ Galli 81’ (rig.) Strada |

| Arbitro: | De Marchi (Pordenone) |

|                      |           |                         |
| Galli 65’ Strada 74’ | Marcatori | 6’ Saltutti 80’ Mazzola |

## Coppa Italia
| Arbitro: | Boscolo (Venezia) |

|                                                                          |           |                           |
| Donadelli 19’ Tagliavini 70’ (aut.) V. Calloni 76’ (aut.) D'Angiulli 89’ | Marcatori | 15’ Broggi 33’ G. Calloni |

| Arbitro: | Trono (Torino) |

|  |           |                    |
|  | Marcatori | 65’ (aut.) Maldera |

## Statistiche

### Statistiche di squadra
| Competizione | Punti | In casa | In casa | In casa | In casa | In casa | In casa | In trasferta | In trasferta | In trasferta | In trasferta | In trasferta | In trasferta | Totale | Totale | Totale | Totale | Totale | Totale | DR |
| Competizione | Punti | G       | V       | N       | P       | Gf      | Gs      | G            | V            | N            | P            | Gf           | Gs           | G      | V      | N      | P      | Gf     | Gs     | DR |
| ------------ | ----- | ------- | ------- | ------- | ------- | ------- | ------- | ------------ | ------------ | ------------ | ------------ | ------------ | ------------ | ------ | ------ | ------ | ------ | ------ | ------ | -- |
| Serie B      | 42    | 20      | 10      | 8       | 2       | 28      | 13      | 20           | 2            | 10           | 8            | 21           | 32           | 40     | 12     | 18     | 10     | 49     | 45     | +4 |
| Coppa Italia |       | 2       | 1       | 0       | 1       | 4       | 3       | -            | -            | -            | -            | -            | -            | 2      | 1      | 0      | 1      | 4      | 3      | +1 |
| Totale       |       | 22      | 11      | 8       | 3       | 32      | 16      | 20           | 2            | 10           | 8            | 21           | 32           | 42     | 13     | 18     | 11     | 53     | 48     | +5 |

### Statistiche dei giocatori
| Giocatore       | Serie B  | Serie B | Coppa Italia | Coppa Italia | Totale   | Totale |
| Giocatore       | Presenze | Reti    | Presenze     | Reti         | Presenze | Reti   |
| --------------- | -------- | ------- | ------------ | ------------ | -------- | ------ |
| A. Bellabio     | 1        | 0       | -            | -            | 1        | 0      |
| G. Beltrami     | 38       | 0       | 2            | 0            | 40       | 0      |
| R. Caremi       | 1        | 0       | -            | -            | 1        | 0      |
| V. Canzi        | -        | -       | 1            | 0            | 1        | 0      |
| L. Castellini   | 9        | -11     | -            | -            | 9        | -11    |
| S. Ciceri       | 31       | -34     | 2            | -3           | 33       | -37    |
| C. Costanzo     | 12       | 1       | 1            | 0            | 13       | 1      |
| F. Curatoli     | 12       | 0       | 2            | 0            | 14       | 0      |
| G. D'Angiulli   | 6        | 1       | 2            | 1            | 8        | 2      |
| F. Donadelli    | 12       | 0       | 1            | 1            | 13       | 1      |
| G. Ferrero      | 28       | 4       | 2            | 0            | 30       | 4      |
| D. Fogar        | 1        | 0       | -            | -            | 1        | 0      |
| F. Fontana      | 32       | 0       | -            | -            | 32       | 0      |
| F. Galli        | 3        | 2       | -            | -            | 3        | 2      |
| B. Giovannini   | 6        | 1       | -            | -            | 6        | 1      |
| G.B. Magaraggia | 35       | 0       | 2            | 0            | 37       | 0      |
| G. Maggioni     | 7        | 0       | 2            | 0            | 9        | 0      |
| L. Maldera      | 38       | 2       | 2            | 0            | 40       | 2      |
| M. Perego       | 34       | 3       | 2            | 0            | 36       | 3      |
| E. Prato        | 31       | 4       | -            | -            | 31       | 4      |
| R. Riccardi     | 6        | 0       | -            | -            | 6        | 0      |
| C. Sala         | 37       | 11      | 1            | 0            | 38       | 11     |
| A. Strada       | 31       | 14      | -            | -            | 31       | 14     |
| G. Vivarelli    | 29       | 5       | 2            | 0            | 31       | 5      |

### Libri
- Almanacco illustrato del calcio 1969, Milano, Edizioni Carcano, dicembre 1968,  p. 196.
- Matteo Delbue, Stefano Peduzzi e Carlo Fontanelli, E non andremo mai in Serie A....100 anni di Monza 1912-2012, Empoli (FI), Geo Edizioni S.r.l., 2012,  pp. 196-199.

### Giornali
- La Gazzetta dello Sport, conservata microfilmato presso.
  - Biblioteca Nazionale Braidense di Milano, presso MediaTeca Santa Teresa, via Moscova 28 a Milano;
  - Biblioteca Nazionale Centrale di Firenze;
  - Biblioteca Nazionale Centrale di Roma;
  - Biblioteca Civica Berio di Genova;
  - e presso Emeroteca del C.O.N.I. di Roma (non è online ma è da consultare in sede).
- Il Corriere dello Sport, conservato microfilmato presso.
  - Emeroteca del C.O.N.I. di Roma.
- Il Cittadino di Monza e Brianza, che ha sempre pubblicato i risultati nell'edizione del giovedì. Giornale conservato microfilmato presso la Biblioteca Nazionale Braidense di Milano (presso emeroteca Santa Teresa in via Moscova 28) e la Biblioteca Comunale di Monza.